# بيدرو لويس بويتيل
بيدرو لويس بويتيل (بالإنجليزية: Pedro Luis Boitel) شاعر كوبي. كان منشقًا ومعارضًا لحكومات كل من فولغينسيو باتيستا وفيدل كاسترو. في عام 1961 حكم عليه النظام الكوبي بالسجن لمدة 10 سنوات.
توفي بويتل خلال إضرابه عن الطعام في السجن عام 1972 بينما كان يقضي فترة السجن من قبل النظام الشيوعي.

## قبل الثورة
ولد بيدرو لويس بويتيل لعائلة متواضعة، أصلها من بيكاردي في فرنسا، ودرس في جامعة هافانا، بينما كان يعمل كفني راديو. في عام 1950 عارض بويتل حكومة فولجنسيو باتيستا، وحكم عليه بالمنفى إلى فنزويلا، وفيها تعاون مع رومولو بيتانكور في جهوده للإطاحة بحكومة ماركوس بيريز خيمينيز العسكرية من خلال إنشاء محطة إذاعية في فنزويلا.
بعد الثورة الكوبية عاد بويتل إلى كوبا واستأنف دراسته في جامعة هافانا. في عام 1959 ، ترشح بويتيل لمنصب رئيس اتحاد طلاب الجامعات في جامعة هافانا، وتم دعمه من قبل حركة 26 يوليو. على الرغم من أن فيدل كاسترو ترأس هذه الحركة، أزال كاسترو وغيره من القادة الثوريين دعمهم عن بويتل، وتدخل كاسترو شخصيا في الانتخابات الطلابية في جامعة هافانا لإزاحة بويتل من رئاسة اتحاد طلاب الجامعات.

## السجن والإضراب عن الطعام
كمسيحي أصبح بويتل مستاءً من الأحداث السياسية في كوبا وشكل منظمة سرية، سماها حركة استعادة الثورة. في عام 1961 احتجز بويتل واتهم بالتآمر ضد الدولة، وحُكم عليه بالسجن عشر سنوات. لكن لم يتم إطلاق سراحه بعد الحكم بالسجن لمدة 10 سنوات، ويقال إن بويتل تعرض للتعذيب والضرب عدة مرات، وأن والدته كلرتا تعرضت للإهانة عندما ذهبت لزيارته في السجن. وجدت لجنة البلدان الأمريكية لحقوق الإنسان أن الحكومة الكوبية قد انتهكت المادة الأولى من الإعلان الأمريكي لحقوق وواجبات الإنسان في معاملتهم للسجين. طلب بويتل الإذن بمغادرة كوبا ولكن تم رفض طلباته.
في 3 أبريل 1972 أعلن بويتل إضرابه عن الطعام. بعد إضراب عن الطعام لمدة 53 يومًا دون تلقي أي مساعدة طبية أو تلقي السوائل فقط، توفي بسبب الجوع في 25 مايو 1972. كان آخر أيامه مرتبطًا بصديقه المقرب الشاعر أرماندو فالاداريس. دفن في مقبرة غير مهمة في منطقة سيلون في هافانا.